# ベルジネ・タレント・エージェンシー
ベルジネ・タレント・エージェンシー（VERGINE TALENT AGENCY）は、東京都中央区に所在する、日本の芸能事務所である。

## 概要
俳優のマネジメントを中心に行い、所属俳優の出演の場の拡大に伴い、映画やアニメーション製作も行う。
『紅の豚』のポルコ・ロッソ役や『刑事コジャック』のテリー・サバラスの吹き替えで有名な声優・俳優の森山周一郎の人生と声優文化の歴史、後進への思いを託したドキュメンタリー映画『時には昔の話を/森山周一郎 声優と呼ばれた俳優』やNHK教育テレビジョンの子供番組『おかあさんといっしょ』内で放送している人形劇『ファンターネ!』のオープニングアニメーションを製作。
映画祭で多くの受賞歴・上映歴があり、米国アカデミー賞の公認であるショートショートフィルムフェスティバル2018において、ジャパン部門の優秀賞、東京都知事賞を受賞。多数の若手監督クリエーター達が出入りし、新人俳優達の出演の幅を増やしている。
また法律関係等の文化人も多数所属している。

## 所属タレント
- 金子貴伸[1]
- 小川節子[2]
- レイン・ケー[3]
- 黒崎純也
- 小林啓吾[4]
- 二代目三波伸介（業務提携）
- 小原正至[5]